# 陳寅 (越南)
陳寅（越南語： 1926年—1997年）越南诗人、作家。

## 经历
陳寅曾前往中国，编写剧本《奠边府大捷》，打破了共产党宣传的刻板形象，质疑社会主义现实主义，被越共视为越南的胡风。1955年5月，陈寅被劝退党。1956年初，送进“土改”工作队进行强化“思想改造”。中共逮捕胡风后，越共将陳寅逮捕。1956年苏共二十大后得到释放，发起人文佳品运动，主张言论自由，领导上书运动，带领约20名文艺家与越南人民军总政治部主任阮志清见面，提出保障艺术创作自由的3项要求。遭到拒绝。